# Platax batavianus
Espèce
Platax batavianus est une espèce de poissons de la famille des Ephippidae.